# Особое совещание по обороне
Особое совещание для обсуждения и объединения мероприятий по обороне государства (Особое совещание по обороне) — правительственный орган в России, созданный в 1915 году, во время Первой мировой войны, для организации военной экономики и её мобилизации для нужд фронта.

## Функции
Особое совещание по обороне осуществляло «высший надзор» за деятельностью промышленных предприятий, изготавливавших предметы боевого снабжения, распределяло военные заказы между русскими и иностранными заводами, содействовало образованию новых заводов. Возглавлялось военным министром, генералом от инфантерии А.А. Поливановым. Особое совещание имело свой местный аппарат — заводские совещания, в которое входили чиновники и представители местной буржуазной общественности. Совещанию подчинялся русский правительственный комитет в Лондоне, через который оформлялись заказы в Англии, США и Японии и аналогичный комитет в США.
В состав совещания входили представители различных ведомств, Государственной думы, Государственного совета, общественных организаций, частных предприятий.

## Подведомственные органы
При Особом совещании по обороне действовали следующие специальные органы:
- Наблюдательная комиссия (контроль за исполнением госзаказа);
- Эвакуационная комиссия (эвакуация и восстановление работы предприятий), создана осенью 1915 года для координации перемещения стратегических ресурсов в тыл и восстановления работы промышленности на новых местах дислокации. Главой комиссии был председатель Государственной думы М. В. Родзянко. При штабах фронтов стали создавать районные эвакуационные комиссии, а для запуска вывезенных предприятий было организовано 11 комиссий в тыловых областях. Началась предварительная разработка планов эвакуации отдельных районов и промышленных центров[1][2];
- Комиссия по общим вопросам (планирование закупочной кампании, распределение заказов по конкретным предприятиям);
- Реквизиционная комиссия (перераспределение материалов и ресурсов от не работающих на оборону предприятий к тем, кто выполнял военные заказы);
- Комиссия по обеспечению рабочей силой;
- Комиссия по учету и распределению иностранной валюты.

## После революции
Деятельность Особого совещания по обороне государства продолжилась после революции.
Декретом Совнаркома от 25 ноября 1917 года оно было передано в ведение Наркомата по торговле и промышленности, но 1 декабря оставлено «в ведении военного министерства». В декабре 1917 года правительство определило, что в его состав входят представители коллегий следующих наркоматов: по военным и морским делам, торговли и промышленности, продовольствия, финансов, путей сообщения, труда, контроля и земледелия. Председатель — нарком по военным делам, но совещание должно руководствоваться указаниями ВСНХ. Совещанию вменялось в обязанность ликвидировать или уменьшать заказы на оборону и переводить заводы на мирное производство.
Позднее постановлением ВСНХ Особое совещание по обороне было подчинено непосредственно ВСНХ «по седьмому отделу» и переименовано в совещание по финансированию предприятий.